# Octave Féré
Octave Féré (né Charles Octave Moget le 9 octobre 1815 à Tours et mort le 23 avril 1875 à Paris 19e) est un écrivain et journaliste français.

## Biographie
Après une enfance passée en Normandie avec sa mère et sa marraine, Octave devient, à 17 ans, précepteur tout en poursuivant ses études. Un temps maître de pension, il devient journaliste à Paris puis retourne en Normandie où il est rédacteur en chef du Phare de Dieppe, puis celui du Mémorial de Rouen. En 1850, il fonde l'éphémère Messager de Rouen. En 1852, il est à Paris, collabore à L'Omnibus et à d'autres journaux qui publient ses romans en feuilletons. 
Devenu célèbre par ses romans et ses pièces de théâtre, il entre au bureau de presse du ministère de l'Intérieur et, en 1864, se rend en Indochine pour un reportage sur le couronnement de Norodom. 
Il débarque à Saïgon et visite la Cochinchine. Il remonte le Mékong et atteint Oudong où il assiste ainsi au couronnement de Norodom. Il visite les ruines d'Angkor avant de regagner Saïgon. 
Il organise ensuite une excursion près de Tay-Ninh pour rencontrer les Moï-Stieng vivant encore à l'état sauvage. Il laisse de son périple l'ouvrage Les régions inconnues. Chasses, pêches, aventures et découvertes dans l'Extrême-Orient (1870).

## Œuvres
- Légendes et traditions de la Normandie, Rouen, C. Haulard, 1845
- Les deux apprentis (apparaît dans l'hebdomadaire Le Panthéon des ouvriers), 1856
- Les Inondations de 1856, Paris, H. Boisgard, 1856
- Les Mystères de Rouen, 1861
- Les sept étoiles de Bohême, Paris, J. Tardieu, 1864
- Toussaint Baubet, 1864
- Le Pacte du docteur, Paris, Librairie centrale, 1867  lire en ligne sur Gallica
- Les Régions inconnues. Chasses, pêches, aventures et découvertes dans l'Extrême-Orient, Paris, E. Dentu, 1870, 370 p.
- Jeanne, la bonne petite marraine, illustrations de Jules Desandré. Paris, Bernardin, Béchet, 1875 lire en ligne sur Gallica
- Le Châtiment (co-auteur Eugène Moret), Paris, 1893, Geffroy, 180 p.
- Les Millionnaires de Paris (co-auteur Eugène Moret), Paris, 1877, éd. Dentu, 405 p.  lire en ligne sur Gallica
- Le Médecin confesseur, (co-auteur  Eugène Moret), Paris, E. Dentu, 1875
- Le Dernier Criminel, (co-auteur Eugène Moret), Imp. Dubuisson, Paris,  1870
- Les Forçats de la vie parisienne, (co-auteur Eugène Moret)  Paris, Journal de Paris, 1872